# Mate Boban
Mate Boban (Sovići, 1940. február 12. – Mostar, 1997. július 7.) bosznia-hercegovinai horvát politikus. Alapítója és első elnöke volt a Herceg-Boszniai Horvát Szövetségnek, a Herceg-Boszniai Horvát Köztársaságnak, alapítója és legfőbb parancsnoka a Horvát Védelmi Tanácsnak, valamint elnöke volt a Bosznia-Hercegovinai Horvát Demokratikus Közösségnek.

## Élete és pályafutása
1940. február 12-én született a Grud melletti Soviči faluban, Nyugat-Hercegovinában, Stjepan és Iva Bušić családjában. Az elemi iskolát Sovićiban végezte, majd a zárai szemináriumba járt, majd a második osztály után átment a široki brijegi gimnáziumba, végül a horvátországi Vinkovcében érettségizett. Miután 1958-ban nagykorú lett, a Jugoszláviai Kommunisták Szövetségének tagja lett. Tanulmányait Zágrábban folytatta, ahol az egyetem közgazdaságtudományi karán szerzett közgazdaságtudományi mesterfokozatot. 1965-ben feleségül vette Ljuba Pejićet, akitől három gyermeke született.
Rövid Grudei munka után 1966-ban a horvátországi Imotskiban kapott állást. Ott a Napredak kereskedelmi társaság élén állt, amely kiváló eredményeket ért el. A nagy mennyiségű cukor eltűnése miatti gazdasági bűnözés vádja miatt két évet töltött előzetes letartóztatásban Splitben, de kollégái később azt állították, hogy a vádiratot a horvát nacionalizmus miatt koholták. Boban a zágrábi dohánygyár hercegovinai képviseletének vezetőjeként politikai ambíciók nélkül érte meg a kommunista rezsim bukását.

### Politikai pályafutása
A kényelmes élet helyett a „Mladež”, a Bosznia-Hercegovinai Horvát Demokratikus Közösség (HDZ BiH) ifjúsági szervezete rávette, hogy tudásával, tapasztalatával és tekintélyével segítse őket Jugoszlávia és a kommunista rendszer felbomlásának végzetes zűrzavarában. Mint a Bosznia-Hercegovinai Köztársaság Képviselőházának választott horvát képviselője, munkájával és tekintélyével hamar elnyerte a horvát nép választott képviselőinek bizalmát, akik érzékelve a szerbek és a Jugoszláv Néphadsereg (JNA) véres agresszióját, előbb a Bosznia-Hercegovinai Horvát Demokratikus Közösség alelnökévé, majd elnökévé választották.
A HDZ BiH első közgyűlésén, amelyet 1990. augusztus 18-án Szarajevóban tartottak, Davor Perinovićot választották meg elnöknek. A HDZ akkori elnöke, Franjo Tuđman 1990. szeptember 7-re Zágrábba tanácskozást hívott össze, amelyre Perinovićnak a HDZ politikájával ellentétes fellépése miatt meghívta a helyi bizottságok minden képviselőjét. A találkozón Perinovićot visszahívták az elnöki posztról, és kizárták a pártból. Megválasztották a HDZ BiH új elnökségét Stjepan Kljuić ügyvezető elnök vezetésével. A Bosznia-Hercegovinai HDZ kongresszusát 1991. március 23-án tartották Mostarban, ahol Stjepan Kljuićot választották elnöknek, Mate Bobant és Vitomir Lukićot pedig alelnököknek. 1991 végén és 1992 elején a HDZ belső konfliktuson ment keresztül, mely a párt vezetésében történt. A HDZ BiH előző elnökét, Stjepan Kljuićot sokáig bírálták Alija Izetbegović-tyal és Demokratikus Akció pártjával (SDA) szemben tanúsított engedékeny politikája miatt, amely több alkalommal sértette a horvát nemzeti érdekeket. Ezt leginkább Bosznia-Hercegovina államszervezetének kérdése szemlélteti, melyben Kljuić nem képviselte kellőképpen a kantonok szervezetét, gyakran védve Izetbegović egységre törekvő politikáját. 
1991. november 18-án Grudében a horvát politikai vezetés megalapította a Herceg-Boszniai Horvát Szövetséget, a bosznia-hercegovinai horvát lakosság közösségét, amely 30 teljes település és 10 településrészből áll, és Mate Bobant választotta meg elnöknek. Később Bobant a Herceg-Boszniai Horvát Köztársaság első elnökévé és a Horvát Védelmi Tanács legfelsőbb parancsnokává választották, mely védelmi szervezet alapja és a horvátok fennmaradásának garanciája volt Bosznia-Hercegovinában.
Boban Kljuić megengedő politikája ellenében kiállt a föderális Bosznia és Hercegovina mellett, és a horvát közösségek megerősítése mellett. Stjepan Mesić a horvátországi HDZ vezetésének képviseletében részt vett 1992. február 2-án a bosznia-hercegovinai HDZ Központi Tanácsának ülésén. Ezen az ülésen a HDZ BiH korábbi elnöke, Stjepan Kljuić a HDZ BiH nagy részének, és Zágráb bizalmának elvesztése miatt lemondott. Mesić tekintélye is befolyásolta Kljuić döntését. A HDZ BiH 1992. március 15-i ülésén Bugojnóban Milenko Brkićet választották meg a párt megbízott elnökévé, míg Bobant a pártelnökség tagjai egyikévé választották. Brkićet 1992. augusztus 26-án Međugorjéban választották meg elnökké, de 1992. október 24-én, ugyancsak a HDZ BiH főtanácsának posušjei ülésén lemondott tisztségéről. Egyúttal Mate Bobant a párt megbízott elnökévé választották, akinek megválasztását a HDZ BiH második közgyűlése 1992. november 14-én Mostarban megerősítette.

### Herceg-Bosznia elnökeként
1991 márciusában megkezdődött a horvátországi függetlenségi háború. 1991 októberében Hercegovinában a horvát nemzetiségű Ravno falut, mielőtt délnek fordultak volna az ostromlott Dubrovnik felé megtámadták és elpusztították a Jugoszláv Néphadsereg (JNA) erői. Itt voltak az első horvát áldozatok Bosznia-Hercegovinában. Alija Izetbegović boszniai elnök nem reagált a Ravno elleni támadásra, és televízióban semlegességet hirdetett kijelentve, hogy „ez nem a mi háborúnk”. Bosznia-Hercegovina vezetése kezdetben hajlandóságot mutatott arra, hogy Jugoszláviában maradjon, később azonban kiállt az egységes Bosznia-Hercegovina mellett.
A horvát vezetés a horvát többségű területeken megkezdte a védelem megszervezését. 1991. november 12-én egy találkozón Boban elnökölt a HDZ BiH helyi pártvezetőjével, Dario Kordić-tyal együtt. Elhatározták, hogy a bosznia-hercegovinai horvátok olyan politikát alakítanak ki, amely megvalósítja „ősrégi álmunkat, a közös horvát államot”, és fel kell szólítaniuk a Horvát Banovinának, mint horvát kérdés megoldásának, és az etnikai, valamint történelmi határain belüli független Horvátország létrehozása kezdeti szakaszának kikiáltására, amely a háború végső megoldása felé vezet.
1991. november 18-án a horvát képviselők Mostarban megalapították a Herceg-Boszniai Horvát Közösséget, mint „politikai, kulturális, gazdasági és területi egységet”. Bobant választották elnökének. A létrehozásáról szóló határozat kimondta, hogy a Közösség „tiszteletben tartja a Bosznia-Hercegovina Köztársaság demokratikusan megválasztott kormányát mindaddig, amíg Bosznia-Hercegovina állami függetlensége fennáll a korábbi, vagy bármely más Jugoszláviához képest”. Boban egyik tanácsadója kijelentette, hogy Herceg-Bosznia csak átmeneti intézkedés volt, és a háború befejeztével az egész terület Bosznia-Hercegovina szerves részét képezi majd. Arra a kérdésre, hogy miért kiáltották ki Herceg-Boszniát, Boban így válaszolt:
„A büszke Bosznia megszűnt büszke lenni. A gonosz kering útjain, vasutain, légáramlatain. El van foglalva. A horvát népnek, egy büszke népnek tennie kellett valamit, hogy ne vegyen részt ebben, hogy nyilvánvalóvá tegye, hogy nem akarja.”
A HDZ BiH nem volt egységes az ország politikai berendezkedését illetően. Elnöke, Stjepan Kljuić ellenezte Boban lépését. 1991. december 27-én a horvát HDZ és a HDZ BiH vezetése Franjo Tuđman horvát elnök elnökletével találkozót tartott Zágrábban. Megvitatták Bosznia-Hercegovina jövőjét, az ezzel kapcsolatos véleménykülönbségeiket, valamint a horvát politikai stratégia megalkotását. A találkozó elején Boban kijelentette, hogy Bosznia-Hercegovina felbomlása esetén Herceg-Boszniát „független horvát területté kell kikiáltani, és össze kell olvasztani a horvát állammal, de abban az időben és abban a pillanatban, amikor a horvát vezetés ... úgy dönt, hogy ez az idő és ez a pillanat megérett." Kljuić ezzel szemben a bosnyák nézetet osztva az egységes Bosznia-Hercegovinát részesítette előnyben. Tuđman bírálta, amiért csatlakozott Izetbegović politikájához és a bosnyák érdekekhez. Nagyrészt a horvát vezetés támogatásának köszönhetően a párt Boban-féle ága érvényesült. Kljuić 1992 februárjában, a párt Široki Brijegben tartott ülésén lemondott a HDZ BiH elnöki posztjáról. Helyére Milenko Brkić került.
Bosznia-Hercegovina függetlenségének kikiáltása után megkezdődött a boszniai háború. A háború elején megalakult a horvát–bosnyák szövetség, de az idők folyamán jelentős szakadásokra került sor. 1992. április 8-án megalakult a Horvát Védelmi Tanács (HVO), mint Herceg-Bosznia hivatalos hadserege. A megalakulást indokolva Boban azt mondta, hogy azért jött létre, mert „Trebinje községben tizenhárom horvát falut – köztük Ravnót is – elpusztítottak, és a boszniai kormány ezután semmit sem tett”.
Boban 1992. május 6-án az ausztriai Grazban találkozott Radovan Karadžić-tyal, a Boszniai Szerb Köztársaság elnökével, ahol megállapodtak a tűzszünetről. Megvitatták a bosznia-hercegovinai horvát és szerb területi egység közötti demarkáció részleteit, és hangsúlyozták, hogy további tárgyalásokra van szükség az Európai Közösséggel. A konfliktus azonban tovább folytatódott, és a következő napon a JNA és a boszniai szerb erők támadást intéztek a horvátok által birtokolt mostari állások ellen. Boban úgy gondolta, hogy „a szerbek a mi testvéreink Krisztusban, de a muszlimok semmit sem jelentenek nekünk, azon kívül, hogy több száz évig erőszakolták meg anyáinkat és nővéreinket.” Boban politikáját a szélsőjobb Horvát Jogok Pártja (HSP) ellenezte. A HSP elnöke, Dobroslav Paraga kiállt a Drina folyó határolta Nagy-Horvátország mellett, és azt mondta, hogy minden más politika „katasztrófa lenne a horvát és a muszlim nép számára egyaránt”.
1992 szeptemberében Boban kijelentette, hogy „független Bosznia-Hercegovinát akarunk, három nemzet közös államát, amelyben a többihez hasonlóan a horvátok is szuverének lesznek”. 1992 októberében hangsúlyozta, hogy Bosznia-Hercegovinának három olyan egységből kell állnia, amelyeket több régióra osztanak fel. November 14-én Boban a HDZ BiH elnöke lett.

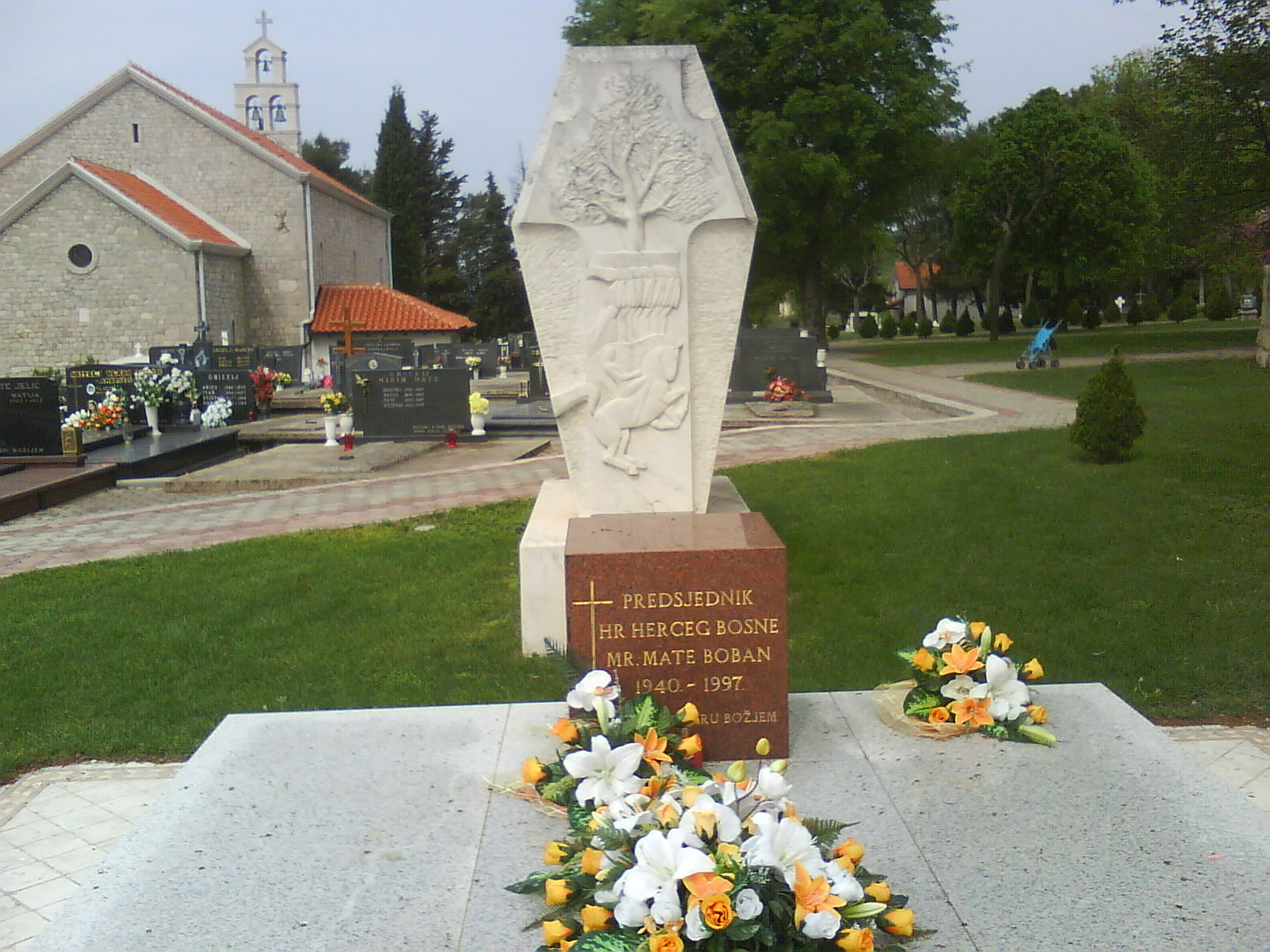
Boban sírja a Sovići temetőben

1992 végén a horvátok és a bosnyákok közötti feszültség fokozódott, és 1993 elején a horvát–bosnyák háború teljesen eszkalálódott. Az összecsapások átterjedtek Bosznia középső részére, különösen a Lašva-völgyben voltak kemény harcok. 1993. július végén az ENSZ közvetítői, Thorvald Stoltenberg és David Owen javasolták az Owen-Stoltenberg tervet, amely Bosznia-Hercegovinát három etnikai köztársaság uniójává szervezné. Augusztus 28-án, az Owen-Stoltenberg békejavaslatnak megfelelően Grudéban kikiáltották a Herceg-Boszniai Horvát Köztársaságot, mint „a bosznia-hercegovinai horvátok köztársaságát”. A boszniai kormány azonban nem ismerte el.
1994 februárjában Boban lemondott Herceg-Bosznia elnöki posztjáról, helyére Krešimir Zubak érkezett. Márciusban aláírták a washingtoni megállapodást, amely véget vetett a horvátok és a bosnyákok közötti ellenségeskedésnek. A nemzetközi körök nyomására Boban bejelentette, hogy kivonul a politikából. Dario Kordić váltotta őt a HDZ BiH elnöki posztján.Miután a washingtoni megállapodás véget vetett Herceg-Bosznia létezésének, Boban visszavonult a politikától. 1997. július 4-én agyvérzést kapott, és három nappal később meghalt egy mostari kórházban.
2013 májusában a volt Jugoszláviával foglalkozó nemzetközi büntetőtörvényszék a Jadranko Prlić elleni elsőfokú ítéletében megállapította, hogy Boban részt vett a Bosznia-Hercegovina nem horvát lakossága elleni közös bűnügyi akciókban.

## Fordítás
- Ez a szócikk részben vagy egészben  a   Mate Boban című angol Wikipédia-szócikk fordításán alapul.  Az eredeti cikk szerkesztőit annak laptörténete sorolja fel. Ez a jelzés csupán a megfogalmazás eredetét és a szerzői jogokat jelzi, nem szolgál a cikkben szereplő információk forrásmegjelöléseként.